# Thangka

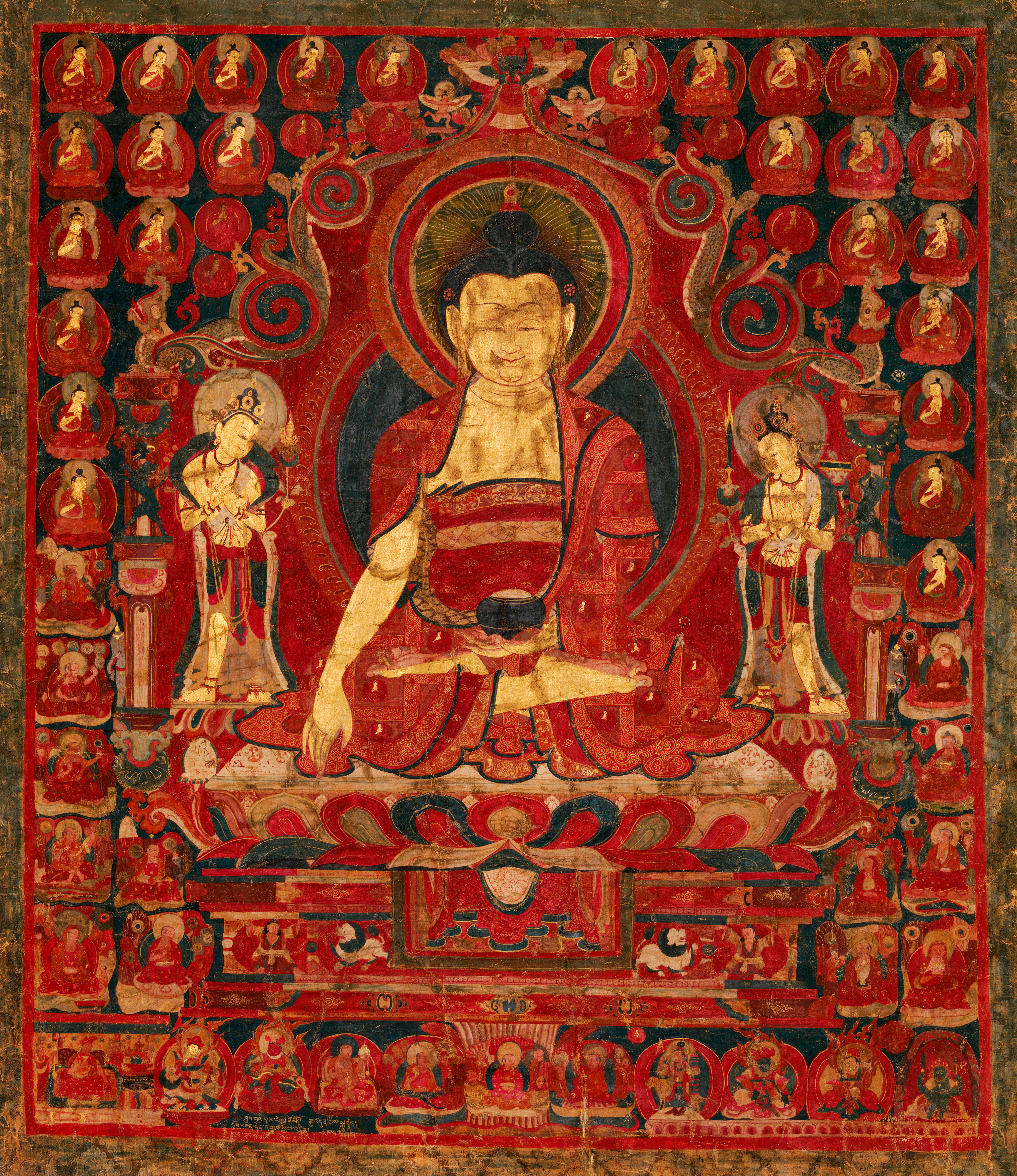
Một bức tranh Thangka về Đức Phật Thích ca

Thangka (tiếng Tây Tạng: ཐང་ཀ་, tiếng Nepal:  पौभा) là loại tranh vẽ (hay tranh thêu) treo ở các tự viện hay nơi thờ Phật tại gia ở Tây Tạng, đây là một trong những thành tố nghệ thuật Phật giáo đặc sắc ở Tây Tạng. Trong tiếng Tây Tạng từ “Thang”  có nghĩa là phẳng, tranh Thangka là họa phẩm thực hiện trên mặt phẳng, có thể cuộn lại khi không cần trưng bày, nó được gọi là “tranh cuộn” nên Thangka chỉ những họa phẩm cuốn lại được. Thangka phổ biến hình chữ nhật, khổ nhỏ thường có kích thước dài và rộng xê dịch từ 40 đến 100 cm. Loại lớn, thậm chí khổng lồ thường chỉ xuất hiện trong các ngày lễ trọng cùng những lễ hội Phật giáo Kim Cương thừa, có thể che phủ cả một mặt công trình đồ sộ hoặc một sườn núi. Nội dung của tranh Thangka kể về những câu chuyện kể về cuộc đời Đức Phật, các vị Phật sống (Lạt Ma) danh tiếng cùng chư Bồ Tát, thánh thần cùng một số đề tài rất phổ biến là Pháp luân, Mạn Đà La. 
Bố cục của Thangka là thành tố chủ đạo của nghệ thuật Phật giáo luôn tuân thủ tính trang trí hình học. Các bộ phân tay, chân, mắt, mũi, miệng, tai cùng các bảo bối, trì vật mang tính nghi thức đa dạng đều được bố trí đăng đối, trên một mạng kẻ ô vuông gồm những góc cùng đường thẳng giao nhau. Phân chia theo chất liệu toan, tranh Thangka chủ yếu gồm hai loại là tranh vẽ trên vải Britan (Gothang) và làm bằng lụa (bao gồm cả kỹ thuật khâu kết các mảnh lụa và thêu tranh) gọi là Trithang. Kỹ thuật vẽ phổ biến nhất là tranh sơn màu (Tson-tang). Ngoài ra còn có tranh khâu kết các mảnh lụa (Go-tang), tranh vẽ nét bằng vàng kim trên nền đen (Nag-tang), tranh in từng mảng bằng bản khắc gỗ rồi vẽ nét, tranh thêu (Tshim-tang). Tương truyền rằng, bức Thangka đầu tiên vẽ Nữ thần hộ pháp Bạch Lạp Mỗ (Palden Lhamo) chính là tác phẩm của một người dân tộc Thổ Phiên.